# Zuidpool-Aitken-bekken
Het Zuidpool-Aitken-bekken is een inslagkrater op de Maan. De krater is ongeveer 2500 kilometer in diameter, en 13 kilometer diep. Daarmee is het de op een na grootste bekende inslagkrater in het zonnestelsel. De grootste bevindt zich op het noordelijk halfrond van Mars, en is viermaal zo groot.
De krater is vernoemd naar twee kenmerken aan beide kanten: de krater Aitken aan de noordzijde en de zuidpool van de maan aan de andere kant. De buitenste rand van het bekken kan worden gezien vanaf de Aarde als een grote bergketen. Deze worden ook wel het "Leibnitz gebergte" genoemd, maar die naam is niet officieel erkend door de Internationale Astronomische Unie.

## Ontdekking en exploratie
Het bestaan van een groot bekken aan de achterkant van de maan werd al vermoed in 1962, toen men foto’s bestudeerde gemaakt door de Loenik 3 en Zond 3, maar werd pas bevestigd door globale foto’s van het Lunar Orbiter-programma uit de midden jaren 60. Hoogtedata verkregen tijdens de Apollo 15 en 16 missies toonde aan dat het noordelijke gedeelte van het bekken erg diep was. Daar deze data alleen beschikbaar was langs de route die de Apollo CSM vloog, was de topografie van de rest van het bekken onbekend. De eerste complete geologische kaart van het bekken werd gepubliceerd in 1978 door de United States Geological Survey. De meeste informatie over het bekken kwam echter pas beschikbaar in de jaren 90, toen de sondes Galileo en Clementine de maan bezochten. Ze maakten beide multispectrale foto’s, waarop onder andere te zien was dat het bekken meer ijzer(II)oxide en titaandioxide bevatte dan doorsnee hoogland van de maan. Dat verklaarde de donkere kleur.
Het nationale ruimtevaartcentrum van de Volksrepubliek China heeft op 7 december 2018 de sonde Chang'e 4 gelanceerd, die op 3 januari 2019 in het bekken is geland.

## Fysieke kenmerken

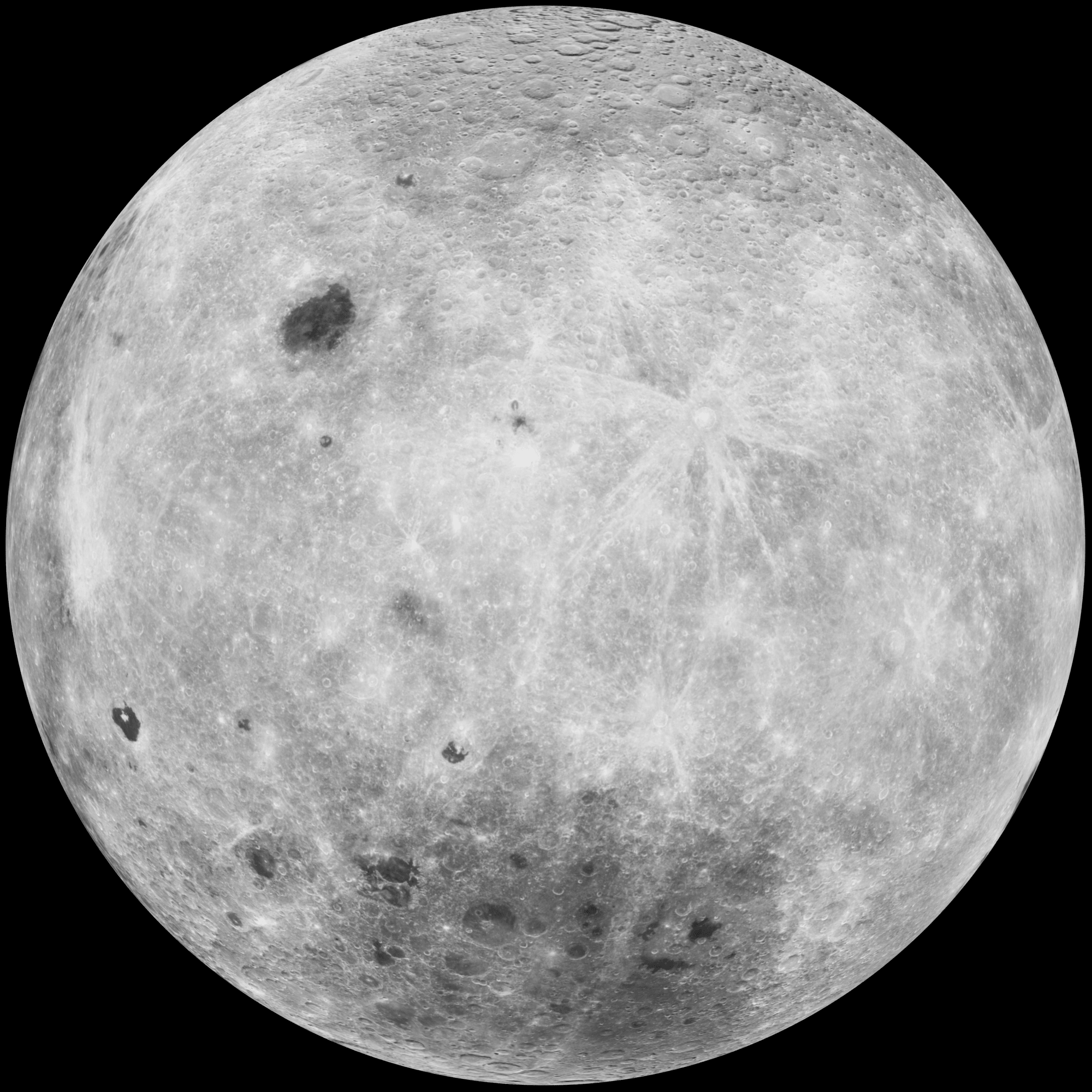
Achterkant van de maan. Het Zuidpool-Aitken-bekken is de donkere vlek onderaan de afbeelding.

Het laagste punt op de maan (ongeveer –6 kilometer) bevindt zich in het Zuidpool-Aitken-bekken. Het hoogste punt (ongeveer +8 kilometer) ligt aan de noordelijke rand van het bekken. De korst van het bekken wordt op het diepste punt geschat op zo’n 15 kilometer dikte. Gemiddeld is de korst van de maan zo’n 50 kilometer dik.
De compositie van het bekken toont aan dat het anders is dan andere hooglandregio’s van de maan. Geen van de grondmonsters verkregen tijdens de Apollo-missies of afkomstig uit maanmeteorieten vertoont overeenkomsten met de samenstelling van de grond in het bekken. De data verkregen tijdens ruimtemissies toont aan dat de grond van het bekken grotere hoeveelheden ijzer, titanium en thorium bevat dan de rest van de maan.